# Crangonyx grandimanus
Crangonyx grandimanus is een vlokreeftensoort uit de familie van de Crangonyctidae. De wetenschappelijke naam van de soort is voor het eerst geldig gepubliceerd in 1963 door Bousfield.